# Apteronotus camposdapazi
Apteronotus camposdapazi is een straalvinnige vissensoort uit de familie van de staartvinmesalen (Apteronotidae). De wetenschappelijke naam van de soort is voor het eerst geldig gepubliceerd in 2006 door de Santana & Lehmann A..